# The Nation
The Nation är en amerikansk tidskrift med säte i New York, som grundades 1865. Det är i dag en av få stora vänsterliberala tidskrifter i USA. Katrina vanden Heuvel är nuvarande redaktör och ansvarig utgivare  Enligt engelska Wikipedia hade tidskriften år 2010 en tryckt upplaga på 145 000 och 14 000 digitala prenumeranter.
Journalisten Naomi Klein har en kolumn i The Nation.